# Франческа од Монферата
Франческа од Монферата је била племкиња из породице Палеолог-Монферат, кадетске гране византијске династије Палеолога. Удала се за Костантина Аријанита Комнина из породице Аријанита.

## Живот
Франческа Палеолог, дама од Рефранкора, била је ванбрачна ћерка Бонифација III, маркиза од Монферата.
Између 1489. и 1492. године, Франческа се удала за прогнаног албанског принца Константина Аријанита Комнина, сина принца и војсковође Ђорђа Аријанита и Пјетрине Франконе, италијанске племкиње. Као и већина средњовековног албанског племства, Аријанити су прогнани у Италију након што су њихове територије, посебно Кнежевина Аријанита, пале у руке Османлија. Њена заова Андроника Аријанит била је супруга албанског националног хероја Скендербега.
Франческин брак са Константином је вероватно уговорила њена маћеха, маркиза Марија од Србије, младожењина сестричина, пошто је била ћерка његове старије сестре деспине Ангелине Аријанит. У брак је донела добар мираз, што је Константину омогућило да купи неке феуде.
Након смрти мужа 1531. године, Франческа је добила положај на двору Кристине од Данске у Милану, као главна дворска дама младе војвоткиње. Касније, током Кристининог другог брака, постављена је за гувернанту војвоткињиних ћерки, Ренате и Доротеје.
Франческа је виђена као идеалан кандидат због лојалности њеног мужа папи, као и због тога што је муж њене ћерке Дејанире био лојалан поданик војводе Франческа II Сфорце. Штавише, била је тетка по оцу Маргарете Палеолог, маркизе владарке Монферата. Након што је напустила положај и вратила се у Италију, Франческа је добила 4000 скудија од Карла III, војводе од Лорене, Кристининог сина. Умрла је негде после 1561. године.

## Породица
Франческа од Монферата је имала седморо деце са Константином Аријанитом:
- Константин АријанитАријанито: служио је као капетан у војсци Папске државе, до своје смрти 16. новембра 1551. године, Аријанито је имао само једну ћерку, па је његовом смрћу окончана мушка лоза породице Аријанит у Италији.
- Андроника, најстарија ћерка, добила је име по тетки по оцу Андроники, краљици Албаније. Удала се за Карла III Тока, деспота од Епира и грофа Палатина од Кефалоније и Закинта. Преко њиховог сина Леонарда iv Тока била је предак каснијим члановима породице Токо. Након смрти деспота Карла III, деспина Андроника се удала за миланског племића Ђорђа Сека.
- Пентезилеја, удата за Александра Дукађина из племићке албанске породице Дукађин.
- Иполита, удата за Занобија де Медичи из италијанске породице Медичи. Поново се удала 1532. године, за Лионела Пија ди Карпија из породице Пио ди Савоја.
- Полисена, удата за Риналда дељи Отони ди Мателица из породице Отони.
- Дејанира, удата за Ђорђа Тривулција[7] из породице Тривулцио.
- Елена, удата за Хуана де Луна, кастелана у Милану.